# Clytia paulensis
Clytia paulensis är en nässeldjursart som först beskrevs av Ernst Vanhöffen 1910.  Clytia paulensis ingår i släktet Clytia och familjen Campanulariidae. Inga underarter finns listade i Catalogue of Life.